# In Your Room
 «In Your Room»  — 30-й сингл британської групи Depeche Mode, а також четвертий і останній з альбому Songs of Faith and Devotion, що вийшов 10 січня 1994. Кліп на пісню знятий Антоном Корбейном .

## Версії
Найбільш відома сингл — версія пісні, Zephyr Mix, була підготовлена продюсером Бутч Вігом і суттєво відрізняється від альбомної версії. Інший ремікс, Apex Mix, спродюсований Брайаном Іно, більш близький до оригінальної версії.
На концертах 1993—1994 років Depeche Mode виконували оригінальну альбомну версію, з 1998 року частіше виконувалася сингл-версія Zephyr Mix. Під час Tour of the Universe виконувалася In Your Room з елементами з обох версій.
Zeraphine записали кавер на In Your Room, що увійшов до максі-синглу Be My Rain та альбому Traumaworld (2003).